# Corcovetella aemulatrix
Espèce
Corcovetella aemulatrix est une espèce d'araignées aranéomorphes de la famille des Salticidae.

## Distribution
Cette espèce se rencontre au Brésil au Pará et en Guyane,.

## Description
La femelle holotype mesure 4,066 mm et le mâle paratype 3,480 mm.
Cette araignée est myrmécomorphe.

## Systématique et taxinomie
Cette espèce a été décrite par Galiano en 1975.

## Publication originale
- Galiano, 1975 : « Salticidae (Araneae) formiciformes. XV. Descripción de Corcovetella aemulatrix, género y especie nuevos. » Physis, sér. C, vol. 34, no 88, p. 33-39.